# 10821 Kimuratakeshi
10821 Kimuratakeshi eller 1993 SZ är en asteroid i huvudbältet som upptäcktes den 16 september 1993 av de båda japanska astronomerna Kazuro Watanabe och Kin Endate vid Kitami-observatoriet. Den är uppkallad efter amatörastronomen Takeshi Kimura.
Asteroiden har en diameter på ungefär 4 kilometer.